# Huperzia dichotoma
Huperzia dichotoma là một loài thực vật có mạch trong Họ Thạch tùng. Loài này được (Jacq.) Trevis. mô tả khoa học đầu tiên năm 1874.